# Listă de filme italiene din 2008
Aceasta este o listă de filme italiene din 2008:

## Lista
| 2008                     |                       |                                                     |                 | |
| Caos calmo               | Antonello Grimaldi    | Nanni Moretti, Valeria Golino, Alessandro Gassman   | Drama           | Golden Bear nomination.                                                                                                 |
| Tutta la vita davanti    | Paolo Virzì           | Elio Germano, Sabrina Ferilli, Valerio Mastandrea   | Comedy          | |
| Non pensarci             | Gianni Zanasi         | Valerio Mastandrea, Dino Abbrescia, Anita Caprioli  | Comedy          | FEDIC Award and Pasinetti Award.                                                                                        |
| Gomorra                  | Matteo Garrone        | Toni Servillo                                       | Mafia           | Golden Palm nomintion. Grand Prix at the Cannes Film Festival.                                                          |
| Sanguepazzo              | Marco Tullio Giordana | Monica Bellucci, Luca Zingaretti                    | History         | About Luisa Ferida and Osvaldo Valenti.                                                                                 |
| Il Divo                  | Paolo Sorrentino      | Toni Servillo, Piera Degli Esposti                  | Biography       | The story of Italian Prime Minister Giulio Andreotti. Golden Palm nomination. Prix du Jury at the Cannes Film Festival. |
| Il resto della notte     | Francesco Munzi       | Sandra Ceccarelli, Valentina Cervi                  | Drama           | Premiered at Quinzaine des Réalisateurs at Cannes film festival.                                                        |
| Pranzo di Ferragosto     | Gianni Di Gregorio    | Gianni Di Gregorio, Valeria De Franciscis           | Comedy          | Produced by Matteo Garrone.                                                                                             |
| Il seme della discordia  | Pappi Corsicato       | Caterina Murino, Alessandro Gassman, Martina Stella | Comedy mystery  | Nominated for Golden Lion.                                                                                              |
| Lezione 21               | Alessandro Baricco    | John Hurt, Noah Taylor, Leonor Watling              | Drama           | |
| Scusa ma ti chiamo amore | Federico Moccia       | Raoul Bova, Michela Quattrociocche, Luca Angeletti  | Romantic comedy | |